# Ереда
Ереда (груз. ერედა) — село в Грузії.
За даними перепису населення 2014 року в селі проживає 510 осіб.